# St. Rita (Bogenhausen)

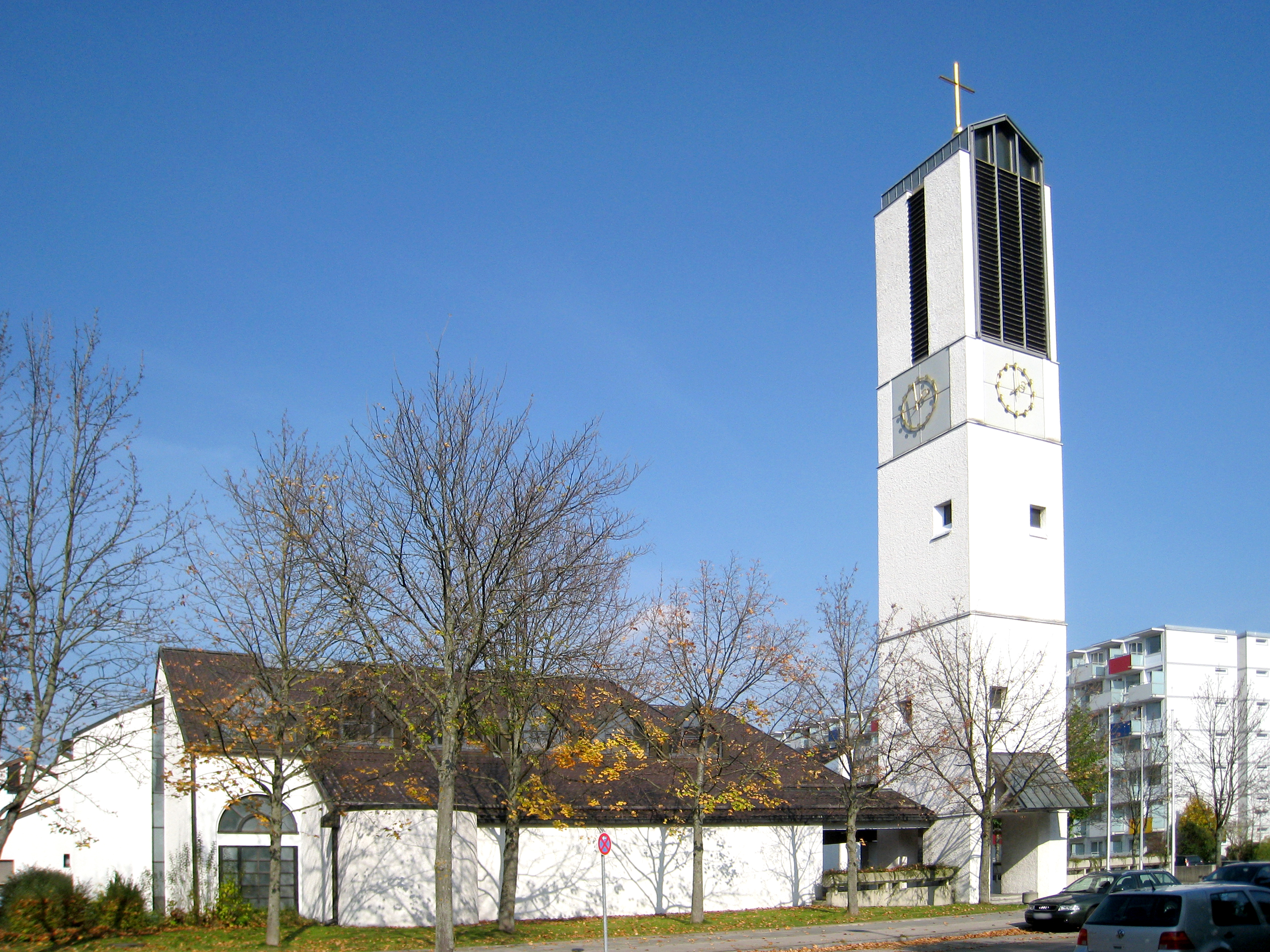
St. Rita in München-Bogenhausen

St. Rita ist eine katholische Pfarrgemeinde in München-Bogenhausen. Sie wurde 1968 gegründet. Sie gehört zum Pfarrverband Bogenhausen-Süd im Dekanat München-Nordost des Erzbistums München und Freising.

## Lage
Die Kirche liegt zusammen mit dem Pfarr- und Gemeindezentrum sowie dem Kindergarten an der Daphnestraße am Münchner Arabellapark.

## Geschichte

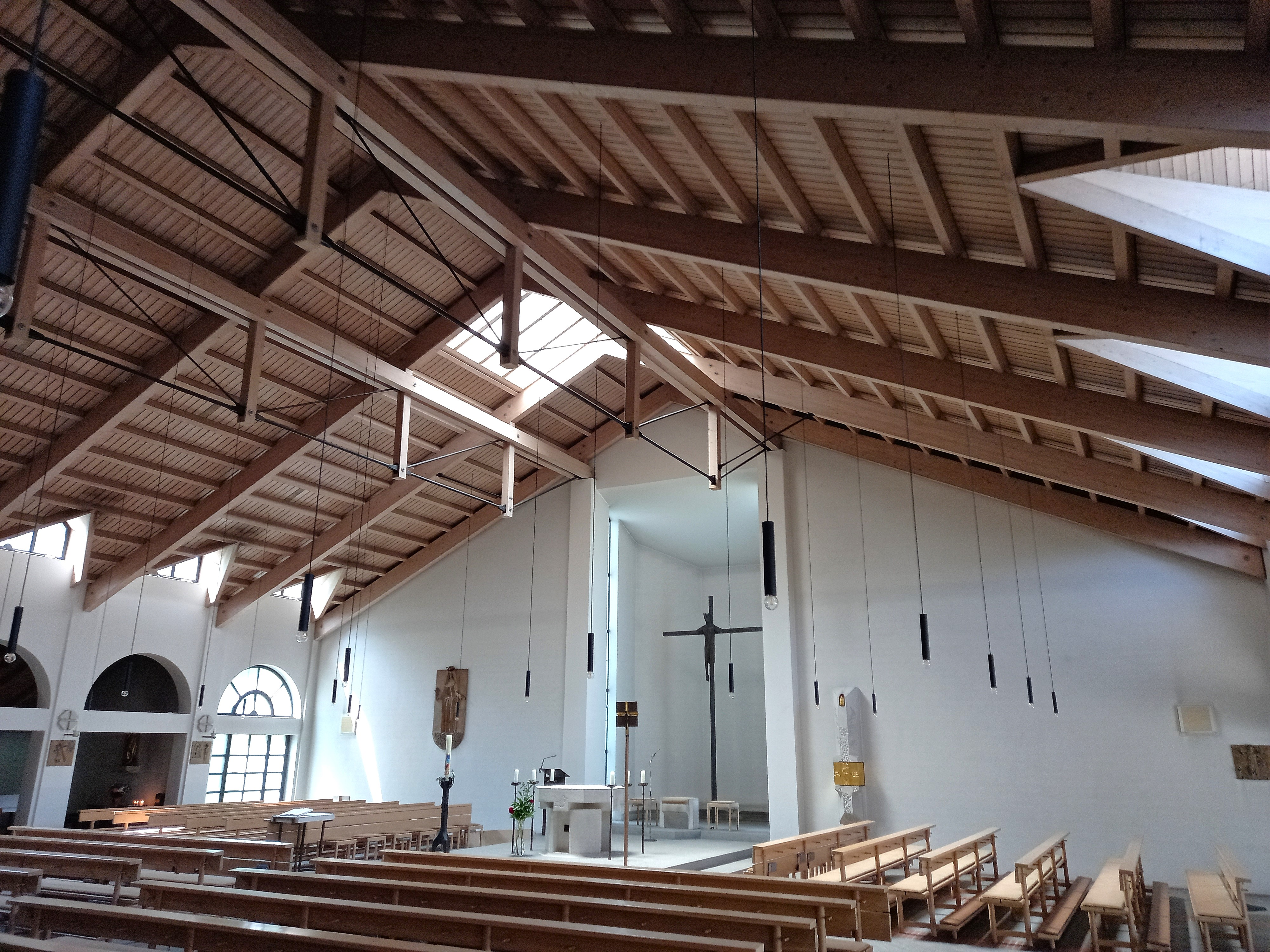
St. Rita, Innenansicht

Am 1. September 1968 begann Kurat P. Josef Hurler MFSC mit dem Aufbau der Gemeinde, damals als Pfarrkuratie. Die ersten Gottesdienste fanden in einer Notkirche aus Holz statt. 1973 und 1974 wurden die Bauanträge für ein Pfarr- und Gemeindezentrum von der Lokalbaukommission zurückgewiesen. Deswegen wurde 1976 ein vorläufiges Gemeindehaus aus Holz eingeweiht.
Die Grundsteinlegung für die Kirche erfolgte erst am 18. November 1984, nachdem am 21. Juli 1983 der Bau des Pfarr- und Sozialzentrum begonnen wurde, welches 1985 eingeweiht wurde (Entwurf von den Architekten Adolf und Helga Schnierle). Die Kirche selbst wurde am 11. Oktober 1987 der Heiligen Rita von Cascia geweiht und zu einer selbstständigen Pfarrei erhoben. Die Weihe nahm Erzbischof Friedrich Kardinal Wetter vor.
Seither ist auch die katholische Jugendstelle Bogenhausen, Fachstelle für die Jugendarbeit im Dekanat Bogenhausen, in den Räumen der Pfarrei angesiedelt.
Der Kindergarten wurde 1988 eingeweiht.
Im Jahr 2008 feierte die Gemeinde ihr 40-jähriges Bestehen und das 20-jährige Jubiläum des Kindergartens. Pfarrer Hurler (bereits im Ruhestand) lud am 11. Oktober 2008 zu einer Kirchenführung unter dem Titel „Unsere Kirche St. Rita  was will sie uns sagen“. Am 5. Oktober 2008 wurde der neue Pfarrer Alois Ebersberger – zuständig für die drei Gemeinden St. Johann von Capistran, St. Klara und St. Rita – eingeführt. Zum 1. Oktober 2019 übernahm Pfarrer Czeslaw Lukasz die Leitung der drei Gemeinden, die den Pfarrverband Bogenhausen-Süd bilden. Am 29. September 2024 wurde Pfarrer Markus Bittner die Leitung für den Pfarrverband übertragen, nachdem er diesen seit Mai 2024 bereits kommissarisch geleitet hatte.

### Liste der Pfarrer
- Pfarrer Josef Hurler († 15. Oktober 2019; Gründung 1968 bis September 2008)
- Pfarrer Alois Ebersberger (September 2008 bis September 2019)
- Pfarrer Czeslaw Lukasz (Oktober 2019 bis April 2024)
- Pfarrer Markus Bittner (seit Mai 2024)

## Orgel
Die Orgel wurde 1996 von Orgelbauer Dieter Schingnitz gebaut. Sie hat 20 Register auf zwei Manualen und Pedal.

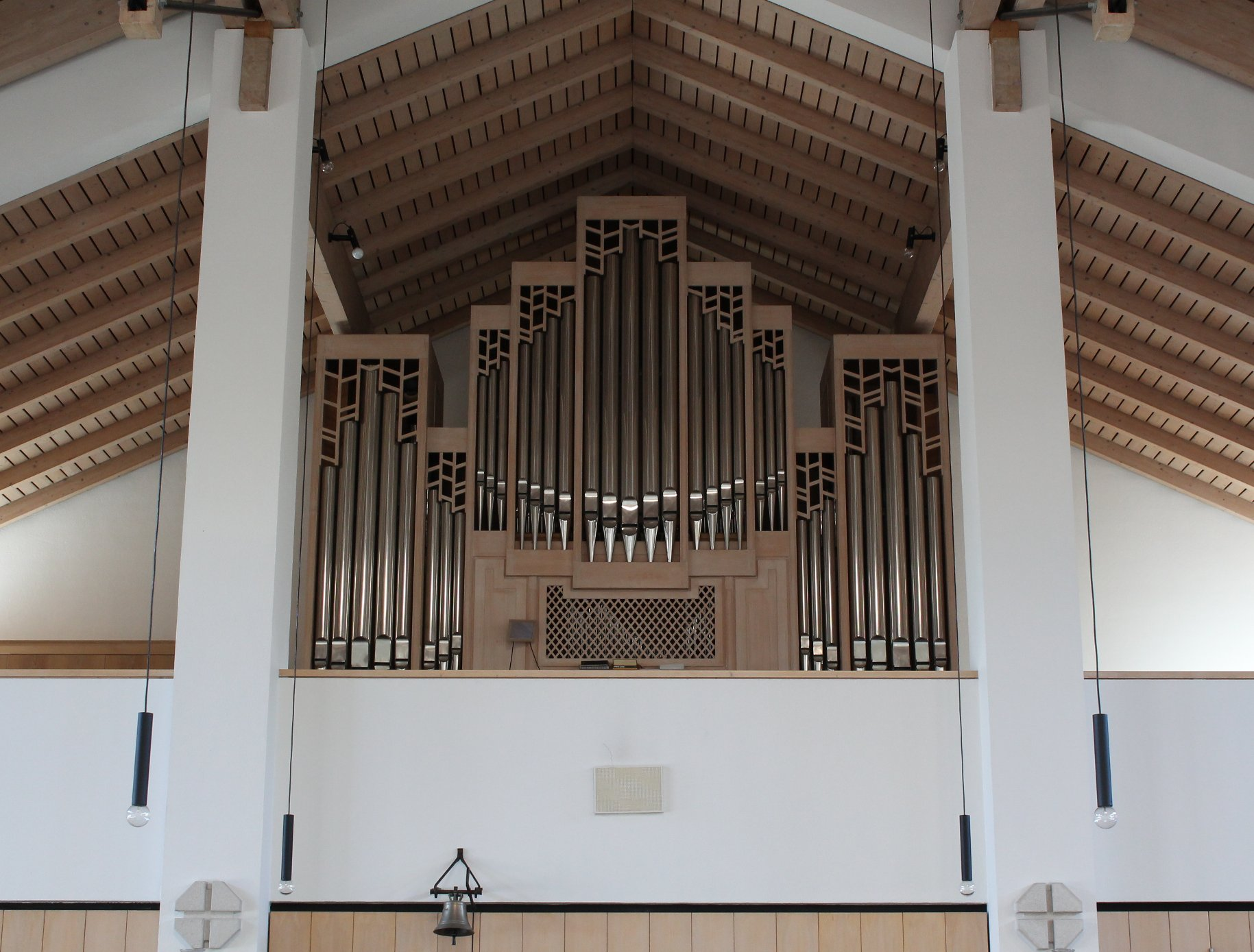
Die Orgel

| I Hauptwerk C–g3 |           |      |
| 1.               | Prinzipal | 8′   |
| 2.               | Flöte     | 8′   |
| 3.               | Octave    | 4′   |
| 4.               | Flöte     | 4′   |
| 5.               | Quinte    | 2/3′ |
| 6.               | Prinzipal | 2′   |
| 7.               | Mixtur IV | 1/3′ |
| 8.               | Trompete  | 8′   |

| II Brustwerk C–g3 |                |        |
| 9.                | Gedeckt        | 8′     |
| 10.               | Quintatön      | 8′     |
| 11.               | Rohrflöte      | 4′     |
| 12.               | Gemshorn       | 2′     |
| 13.               | Sesquialter II | 2/3′   |
| 14.               | Scharff IV     |        |
| 15.               | Schalmey       | 4′ (!) |

| Pedalwerk C–f1 |            |     |
| 16.            | Subbass    | 16′ |
| 17.            | Octave     | 8′  |
| 18.            | Choralbass | 4′  |
| 19.            | Posaune    | 16′ |
| 20.            | Trompete   | 8′  |

## Glocken
Im hohen Kirchturm hängt ein vierstimmiges Glockengeläut aus Bronze mit dem Läutemotiv des Salve Regina, das 1986 von der Glockengießerei Rudolf Perner in Passau gegossen wurde.
| Glocke | Name         | Gewicht | Schlagton | Inschrift |
| ------ | ------------ | ------- | --------- | --- |
| 1      | Rita         | 850 kg  | c″        | Herr unser Gott, wie deine Größe, so dein Erbarmen, wie dein Name, so deine Werke, herrlich sind sie und wunderbar.        |
| 2      | Maria        | 400 kg  | e″        | Ein Danklied dem Herren für all seine Gnade – Maria, Königin des Friedens, dich als Mutter zeige, gnädig dich uns zuneige. |
| 3      | Michael      | 250 kg  | g″        | Komm zu Hilfe den Menschen, die Gott erschaffen und erkauft hat um einen hohen Preis, verherrlicht ihn in eurem Leib.      |
| 4      | Rupert Mayer | 180 kg  | a″        | Der selbstlosen Liebe kann auf die Dauer keiner widerstehen.                                                               |